# Strade Bianche 2019
La Strade Bianche 2019, tredicesima edizione della corsa e valida come quinta prova dell'UCI World Tour 2019, si svolse il 9 marzo 2019 su un percorso totale di 184 km, con partenza e arrivo a Siena, in Italia. La vittoria fu appannaggio del francese Julian Alaphilippe, il quale completò il percorso in 4h47'14", alla media di 38,44 km/h, precedendo il danese Jakob Fuglsang e il belga Wout Van Aert.
Sul traguardo di Siena 83 ciclisti, su 147 partenti, portarono a termine la competizione.

## Percorso
La gara prende il via da Siena dal piazzale della Libertà di fronte alla Fortezza Medicea e si conclude come da tradizione in Piazza del Campo, per una distanza complessiva di 184 km. Il percorso è la perfetta copia di quello proposto l'anno precedente. Sono circa 63 i chilometri di strade sterrate da affrontare suddivisi in undici settori. La corsa è caratterizzata, oltre che dallo sterrato, da un tracciato molto ondulato e accidentato caratterizzato da numerose curve e da una prima impegnativa ascesa con pendenze vicine al 10% all'interno del secondo tratto di sterrato. Poco dopo una impegnativa salita, su strada asfaltata, porta a Montalcino, 4 km con pendenza del 5%. L'ultimo tratto in sterrato, quello delle Tolfe, si conclude a 12 km dall'arrivo. Tuttavia la corsa prevede ancora una difficoltà altimetrica, quasi sempre decisiva nel laureare il vincitore. A 2 km dal traguardo finale inizia la salita di Porta di Fontebranda con pendenza al 9%-10% con pendenza massima in via di Santa Caterina (16%) a 500 metri dallo striscione d'arrivo finale di Piazza del Campo.
Settori di strade bianche
| Settore Numero | Nome                                          | Chilometri         | Lunghezza (km) |
| -------------- | --------------------------------------------- | ------------------ | -------------- |
| 1              | Vidritta                                      | dal 17,6 al 19,7   | 2,1            |
| 2              | Bagnaia                                       | dal 25 al 30,8     | 5,8            |
| 3              | Radi                                          | dal 36,9 al 41,3   | 4,4            |
| 4              | La Piana                                      | dal 47,6 al 53,1   | 5,5            |
| 5              | Lucignano d'Asso                              | dal 75,8 al 87,7   | 11,9           |
| 6              | Pieve a Salti                                 | dal 88,7 al 96,7   | 8,0            |
| 7              | San Martino in Grania                         | dal 111,7 al 121,2 | 9,5            |
| 8              | Monte Sante Marie (settore Fabian Cancellara) | dal 130 al 132,4   | 11,5           |
| 9              | Monteaperti                                   | dal 160 al 160,8   | 0,8            |
| 10             | Colle Pinzuto                                 | dal 164,6 al 167   | 2,4            |
| 11             | Le Tolfe                                      | dal 171 al 172,1   | 1,1            |

## Squadre e corridori partecipanti
| N.      | Cod. | Squadra               |
| ------- | ---- | --------------------- |
| 1-7     | LTS  | Lotto Soudal          |
| 11-17   | ALM  | AG2R La Mondiale      |
| 21-27   | AST  | Astana Pro Team       |
| 31-37   | TBM  | Bahrain-Merida        |
| 41-47   | BOH  | Bora-Hansgrohe        |
| 51-57   | CPT  | CCC Team              |
| 61-67   | DQT  | Deceuninck-Quick-Step |
| 71-77   | EF1  | EF Education First    |
| 81-87   | GFC  | Groupama-FDJ          |
| 91-97   | MTS  | Mitchelton-Scott      |
| 101-107 | MOV  | Movistar Team         |

| N.      | Cod. | Squadra                       |
| ------- | ---- | ----------------------------- |
| 111-117 | NSK  | Neri Sottoli Selle Italia KTM |
| 121-127 | NIP  | Nippo-Vini Fantini-Faizanè    |
| 131-137 | TDD  | Team Dimension Data           |
| 141-147 | TJV  | Team Jumbo-Visma              |
| 151-157 | TKA  | Team Katusha Alpecin          |
| 161-167 | SKY  | Team Sky                      |
| 171-177 | SUN  | Team Sunweb                   |
| 181-187 | TFS  | Trek-Segafredo                |
| 191-197 | UAD  | UAE Team Emirates             |
| 201-207 | VCB  | Vital Concept-B&B Hotels      |

## Ordine d'arrivo (Top 10)
| Pos. | Corridore          | Squadra    | Tempo    |
| ---- | ------------------ | ---------- | -------- |
| 1    | Julian Alaphilippe | Deceuninck | 4h47'14" |
| 2    | Jakob Fuglsang     | Astana     | a 2"     |
| 3    | Wout Van Aert      | Jumbo      | a 27"    |
| 4    | Zdeněk Štybar      | Deceuninck | a 1'00"  |
| 5    | Tiesj Benoot       | Lotto      | s.t.     |
| 6    | Greg Van Avermaet  | CCC        | a 1'01"  |
| 7    | Aleksej Lucenko    | Astana     | a 1'04"  |
| 8    | Simon Clarke       | EF         | a 1'08"  |
| 9    | Toms Skujiņš       | Trek       | a 1'12"  |
| 10   | Tim Wellens        | Lotto      | a 1'21"  |